# Rostpärluggla
Rostpärluggla (Aegolius acadicus) är en huvudsakligen nordamerikansk fågel i familjen ugglor inom ordningen ugglefåglar.

## Utseende och läte
Rostpärlugglan är en liten (18–20 cm) uggla med stort runt huvud. Den är tydligt mindre än pärlugglan och mer rostbrun i fjäderdräkten. Undertill är en längsstreckad i rostbrunt, ej vitprickig på brun botten. På ovansidan är vita fläckar begränsade till skapularerna. Ansiktsskivan är ljusbrun med ett tydligt vitt V mellan ögonen. Sången består av en låg visslande serie, "toit toit toit...", där tonerna upprepas två gånger i sekunden. Även ett hest och stigande kattlikt "shweeee" hörs.

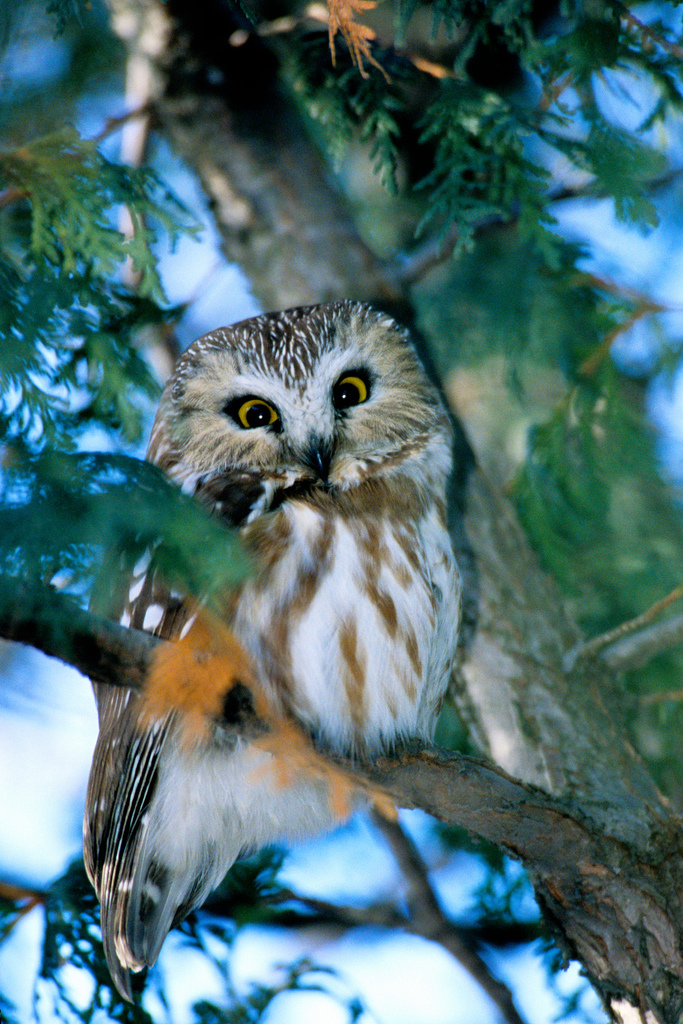

## Utbredning och systematik
Rostpärluggla delas in i två underarter. Nominatformen förekommer i nästan hela utbredningsområdet, från södra Alaska och södra British Columbia österut tvärs över Kanada till Gulf of St Lawrence och söderut i USA till Kalifornien, Arizona och New Mexico och i öster södra Wisconsin och Pennsylvania, vintertid ända till sydöstra Texas och norra Florida. Den sträcker sig också in i höglänta områden i Mexiko, från nordöstra Sonora till centrala Michoacán, österut till Puebla, Hidalgo och centrala Oaxaca med isolerade populationer i sydöstra Coahuila, sydvästra Nuevo León och norra San Luis Potosí. Den andra underarten, brooksi, förekommer endast på Haida Gwaii i British Columbia i Kanada.
Arten tros vara nära släkt med brun pärluggla (Aegolius ridgwayi) och verkar hybridisera med denna där de möts i södra Mexiko. Möjligen kan de utgöra en och samma art.

## Levnadssätt
Rostpärlugglan hittas i olika typer av skogsområden, mestadels blandskog och lövskog. Fågeln är nattaktiv och tillbringar dagarna med att vila i täta lövverket. Födan består av små däggdjur, framför allt vanlig hjortråtta (Peromyscus maniculatus). Den häckar i ett bohål mellan mars och juli.

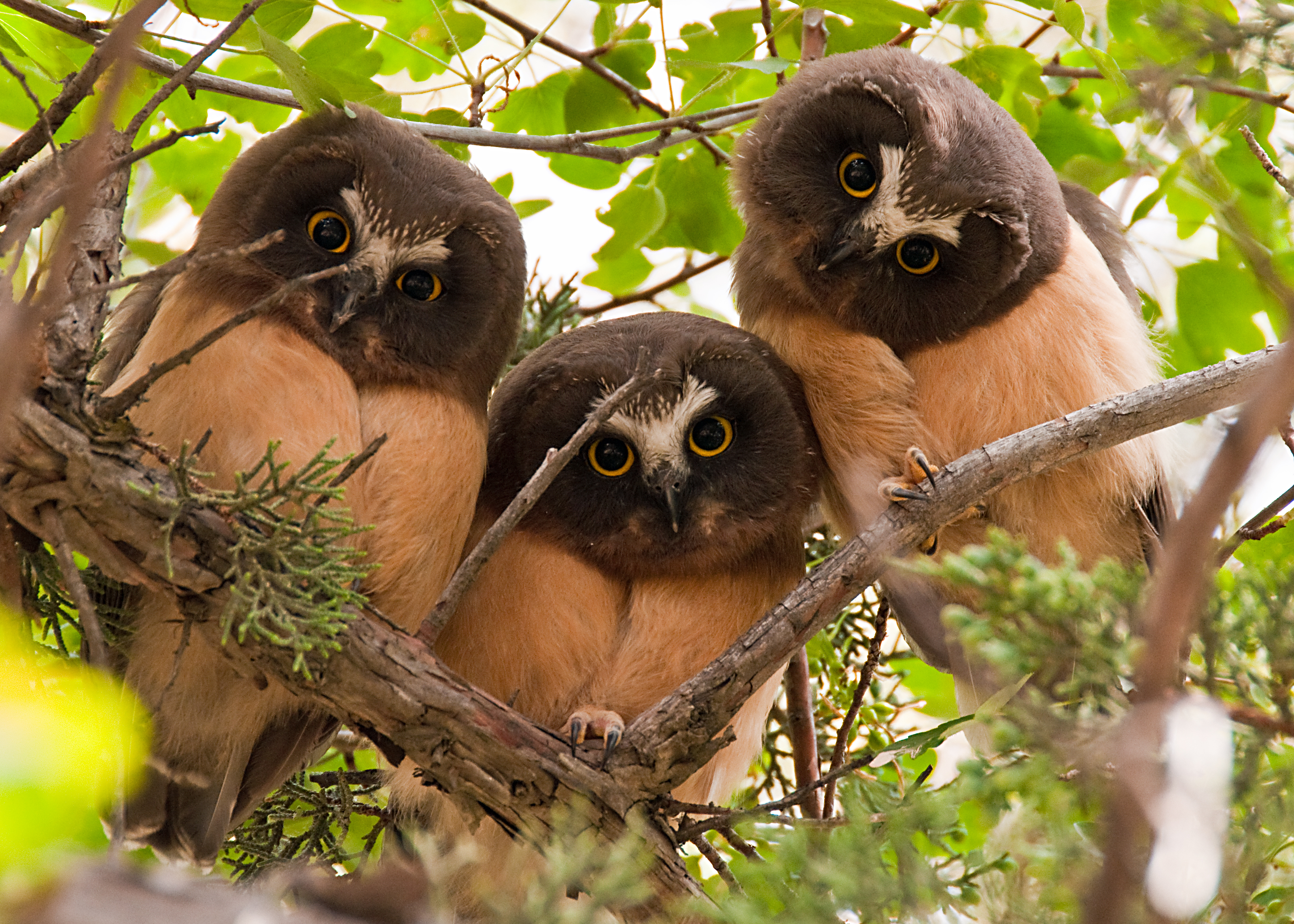
Juvenila rostpärlugglor

## Status och hot
Arten har ett stort utbredningsområde och tros öka i antal. Internationella naturvårdsunionen IUCN listar den därför som livskraftig (LC). Världspopulationen uppskattas till två miljoner adulta individer.